# Fejt Hil
Odri Fejt Makgrou (devojački Peri; rođena 21. septembra 1967), profesionalno poznata kao Fejt Hil, američka je pevačica i muzički producent. Jedna je od najuspešnijih kantri umetnica svih vremena, prodala je više od 40 miliona albuma širom sveta. Hil je udata za američkog pevača Tima Makgroa, sa kojim je snimila nekoliko dueta.
Njena prva dva albuma, Take Me as I Am (1993) i It Matters to Me (1995), bili su značajni uspesi i ostvarili su kombinovana tri broja jedan na Bilbordovim kantri listama. Potom je postigla mejnstrim i višežanrovski uspeh sa svoja naredna dva albuma, Faith (1998) i Breathe (1999). Fejt je ostvarila svoj prvi međunarodni uspeh početkom 1998. godine, This Kiss, dok je Breathe postao jedan od najprodavanijih kantri albuma svih vremena, vođen ogromnim uspehom pesama Breathe i The Way You Love Me. Imao je masovnu prodaju širom sveta i zaradio je Hil tri nagrade Gremi.
Godine 2001, snimila je pesmu There You'll Be za zvučnu numeru Pearl Harbor i postala međunarodni uspeh. To je njen najprodavaniji singl u Evropi. Sledeća dva Hilova albuma, Cry (2002) i Fireflies (2005), bila su komercijalni uspesi; prvi je proizveo još jedan međužanrovski singl, Cry, koji je osvojio Hil a Gremi nagradu, a drugi je proizveo singlove Mississippi Girl i Like We Never Loved at All, što joj je donelo još jednu nagradu Gremi.
Hil je osvojila pet Gremi nagrada, 15 nagrada Akademije kantri muzike, šest Američkih muzičkih nagrada i nekoliko drugih nagrada. Njena turneja Soul2Soul II 2006. sa suprugom postala je jedna od najprofitabilnijih kantri turneja svih vremena. Godine 2001, časopis Ladies Home Journal ju je proglasio jednom od „30 najmoćnijih žena u Americi”. Godine 2009, Bilboard ju je proglasio za savremenu umetnicu broj 1 za decenije 2000-ih, a isto tako za 39. najboljeg umetnika. Od 2007. do 2012, Hil je bila glas uvodne pesme NBC fudbala nedeljne noći. Godine 2019, Hil je dobila zvezdu na Holivudskom šetalištu slavnih.

## Detinjstvo, mladost i počeci karijere
Hil je rođena u Ridžlandu (Misisipi), severno od Džeksona (Misisipi). Ona je bila usvojena kao novorođenče, i dobila je ime Odri Fejt Peri. Odrasla je u obližnjem gradu Star, udaljenom 20 km od Džeksona. Njeni usvojitelji, Edna i Ted Peri, su je odgajali sa svoja dva biološka sina u pobožnom hrišćanskom okruženju.

## Diskografija
- Take Me as I Am (1993)
- It Matters to Me (1995)
- Faith (1998)
- Breathe (1999)
- Cry (2002)
- Fireflies (2005)
- Joy to the World (2008)
- The Rest of Our Life (sa Timom Makgro) (2017)

## Ture
Glavne turneje
- This Kiss Tour (1999)[10]

Ture sa drugim pevačima
- Soul2Soul Tour (sa Timom Makgro) (2000)[11]
- Soul2Soul II Tour (sa Timom Makgro) (2006-07)[12]
- Australia 2012 (sa Timom Makgro) (2012)[13]
- Soul2Soul: The World Tour (sa Timom Makgro) (2017-18)[14]

Promocione ture
- '94 Promo Tour (1994)

Rezidencijalne emisije
- Faith (2004)[15]
- Soul2Soul (sa Timom Makgro) (2012-13)[16]

Otvaranje
- No Doubt About It Tour (za Nila Makoja) (1994)
- Waitin' on Sundown (za Brooks & Dunn) (1994)[17]
- Read My Mind Tour (za Ribu Makentajer) (1994)[18]
- Fruit of the Loom Comfort Tour (za Alana Džeksona) (1994-95)[19]
- Easy Come Easy Go Tour (George Strait) (1994)
- Spontaneous Combustion Tour (za Tima Makgoa) (1996)[20]
- The Cowboy Rides Away Tour (za Džodža Strejta) (2014)[21]

Druge emisije
- Chevy Truck Country Music Festival (sa Džordžom Strejt, Timom Magro, Jonom Montgomerijem, Lilom Makan i Big House) (1998)[22]
- Millennium Blast Show (sa Timom Makgro) (1999)
- Sam & Audrey (sa Timom Makgro) (2016)[23]
- Live 8 Rome, Italy (sa Timom Makgro, Duran Duran, Planet Funk, Max Pezzali, Fiorella Mannoia, etc.) (2005)

Concert specials
- Faith! (CBS) (2000)[24]
- When the Lights Go Down (NBC) (2002)[25]
- Fireflies (NBC) (2005)[26]
- Love Will Always Win (CBS) (2007)
- Joy to the World (PBS) (2008)[27]
- Greatest Hits (PBS/GAC) (2009)[28]
- Tim & Faith: Soul2Soul (Showtime) (2017)[29]

## Literatura
- Brown, Jim; Sparrow, Susan (2002). Faith Hill & Tim McGraw: Soul 2 Soul. Quarry Music Books. ISBN 978-1-55082-293-9.
- Gray, Scott (1999). Perfect Harmony: the Faith Hill & Tim McGraw Story (1st изд.). Ballantine Books. ISBN 978-0-345-43412-8.

## Spoljašnje veze
- Zvanični veb-sajt
- Faith Hill na sajtu  (jezik: engleski)
- hil Fejt Hil на сајту  (језик: енглески)